# Корпо
Корпо́ (фр. Corpeau) — коммуна во Франции, находится в регионе Бургундия. Департамент коммуны — Кот-д’Ор. Входит в состав кантона Ноле. Округ коммуны — Бон.
Код INSEE коммуны — 21196.

## Население
Население коммуны на 2010 год составляло 1029 человек.
| 1962 | 1968 | 1975 | 1982 | 1990 | 1999 | 2010 |
| ---- | ---- | ---- | ---- | ---- | ---- | ---- |
| 392  | 422  | 466  | 618  | 938  | 1002 | 1029 |

## Экономика
В 2010 году среди 688 человек трудоспособного возраста (15—64 лет) 504 были экономически активными, 184 — неактивными (показатель активности — 73,3 %, в 1999 году было 74,1 %). Из 504 активных жителей работали 474 человека (260 мужчин и 214 женщин), безработных было 30 (9 мужчин и 21 женщина). Среди 184 неактивных 83 человека были учениками или студентами, 58 — пенсионерами, 43 были неактивными по другим причинам.